# Scissurella tabulata
Scissurella tabulata är en snäckart som beskrevs av Watson 1886. Scissurella tabulata ingår i släktet Scissurella och familjen Scissurellidae. Inga underarter finns listade i Catalogue of Life.